# Johann Christian Friedrich Patzig
Johann Christian Friedrich Patzig (* 2. Februar 1774 in Berlin; † 3. Juni 1840 ebenda) war ein deutscher Jurist und Beamter.

## Leben
Johann Christian Friedrich Patzig erhielt seine erste schulische Ausbildung durch Hauslehrer und besuchte später die Realschule in Berlin und danach das Werdersche Gymnasium.
Zu Ostern 1793 begann er ein Studium der Rechtswissenschaften an der Universität Halle und bestand 1795 seine erste juristische Prüfung.
Am 5. Mai 1795 begann er als Auskultator beim Berliner Stadtgericht, wurde 1796 Referendar beim gleichen Stadtgericht und gleichzeitig bei der Vormundschaftsdeputation, dem späteren Vormundschaftsgericht, des Berliner Magistrats ernannt.
Bevor er seine dritte Prüfung absolvierte, wurde er durch den Magistrat einstimmig zum Stadtgericht-Assessor ernannt. Die Wahl wurde mit Vorbehalt von dem Großkanzler Heinrich Julius von Goldbeck bestätigt. Nach der bestandenen Prüfung wurde er 1799 endgültig zum Stadtgerichts-Assessor ernannt. Im gleichen Jahr wählte ihn der Magistrat zum Stadtrat, dies führte dazu, dass er seine Aufgabe bei der Vormundschaftsdeputation nur ausüben durfte, wenn er aus dem Justizdienst ausschied und sich nur noch mit städtischen Aufgaben beschäftigte. 1804 wurde er zum zweiten Stadtsyndikus gewählt.
1816 erhielt er im neu geschaffenen Regierungsbezirk Berlin die Ernennung zum Rat und 1822 wurde er zum ersten Rat des Generalbüros und zum Stellvertreter des Polizeipräsidenten ernannt, kurz darauf kam die Beförderung zum Geheimen Regierungsrat.
Johann Christian Friedrich Patzig war verheiratet.

## Auszeichnungen
1832 wurde er durch den König Friedrich Wilhelm III. mit dem roten Adlerorden 3. Klasse ausgezeichnet, einige Zeit darauf erhielt er noch „die Schleife“ dazu.